# Ahmed Noui
 (décembre 2020).
Ahmed Noui (en arabe : أحمد نوي), né le 26 juillet 1948 à Bouira, est un homme politique algérien.

## Biographie

### Carrière
- Directeur des études à la présidence de la République.
- Secrétaire général du ministère de la Culture et du Tourisme.
- Secrétaire d'État chargé du tourisme.
- Affecté à une mission avec le Premier ministre.
- Secrétaire d'État chargé des collectivités locales.
- Secrétaire d'État chargé de l'environnement.
- Membre de l'Assemblée populaire nationale de la wilaya de Bouira (juin 1997 - mai 2002).
- Ministre délégué au Chef du Gouvernement, chargé de la réforme administrative et de l'emploi public.
- Secrétaire général du gouvernement du 24 décembre 1999 au 2 janvier 2020.